# Довгулевец, Павел Александрович
Павел Александрович Довгулевец (26 декабря 1977, Минск) — белорусский футболист, защитник.

## Биография
Воспитанник минской СДЮШОР № 5. Во взрослом футболе дебютировал в 1995 году в команде МПКЦ-2 во второй лиге (под этим названием выступал минский РУОР, заключивший соглашение с мозырским клубом). В 1997 году перешёл в минское «Динамо» и в том же сезоне стал чемпионом Беларуси (провёл только 7 матчей). За основной состав «Динамо» выступал до 1999 года, а в 2000 году был переведён в дубль, где провёл полсезона. Финалист Кубка Беларуси 1997/98, в финале вышел на замену в концовке дополнительного времени. Сыграл один матч в еврокубках.
Летом 2000 года перешёл в «Дариду», прошёл с ней путь от второй лиги до высшей. Победитель второй лиги 2000 года, бронзовый призёр (2001) и победитель (2002) первой лиги.
Летом 2005 года перешёл в украинский «Кривбасс», где играл вместе с группой белорусских футболистов (Кашевский, Кирильчик, Никитенко). Дебютный матч в высшей лиге Украины сыграл в первом туре нового сезона, 12 июля 2005 года против «Харькова». Всего за полсезона сыграл 9 матчей в высшей лиге и 3 игры в Кубке Украины, а также 5 матчей в первенстве дублёров. В Кубке Украины 2005/06 стал четвертьфиналистом.
После возвращения на родину провёл полтора сезона в «Динамо» (Брест), но не был регулярным игроком основы. Обладатель Кубка Беларуси 2006/07, в финальном матче остался в запасе. Летом 2007 года перешёл в «Торпедо» (Жодино), где также провёл полтора года, но играл более часто. Последний сезон в профессиональной карьере провёл в клубе «Городея» и стал серебряным призёром второй лиги, был капитаном команды. В 32-летнем возрасте завершил карьеру.
Всего в высшей лиге Беларуси сыграл 126 матчей и забил 5 голов.
Выступал за молодёжную сборную Беларуси.
После окончания карьеры работал администратором ФК «Минск».

## Достижения
- чемпион Беларуси: 1997
- Обладатель Кубка Беларуси: 2006/07
- Финалист Кубка Беларуси: 1997/98
- Победитель первой лиги Беларуси: 2002